# Jeff Smith (Dartspieler)
Jeff Smith (* 6. November 1975 in Hampton, New Brunswick) ist ein kanadischer Dartspieler.

## Karriere

### 2008 bis 2013
Smith wurde Kanadischer Dartsmeister im Jahr 2008, daraufhin begann er seine semi-professionelle Karriere in der BDO. Erfolge blieben allerdings aus und drei Jahre später, in 2011, gewann er eine zweijährige PDC-Tour Card in der Qualifying School.
Aber auch in der PDC konnte Smith keine Erfolge erzielen.

### 2014 bis heute
2014 kehrte Smith in die BDO zurück. Zum ersten Mal in seiner Karriere gelang ihm durch ein ordentliches Jahr 2014, die Qualifikation zu einer Weltmeisterschaft. Nach Siegen über Mike Day (3:0), Wesley Harms (3:1), Gary Robson (4:3) und Robbie Green (5:1) stand Smith überraschend prompt im Halbfinale. Dort war er allerdings dem späteren Sieger, Scott Mitchell, mit 0:6 chancenlos unterlegen.
Ein Jahr später verbesserte er seine Vorjahres Leistung noch, als er bei der BDO-Weltmeisterschaft 2016 das Finale erreichte. Dort verlor er deutlich mit 1:7 gegen Scott Waites. Der Vizeweltmeister-Titel brachte ihm eine Wildcard für den Grand Slam of Darts 2016 der von der PDC organisiert wird. Nachdem Smith sein Auftaktmatch gegen Peter Wright mit 1:5 verloren hatte, folgten zwei 5:4-Siege gegen Ted Evetts und Simon Whitlock, wodurch sich Smith überraschend für das Achtelfinale qualifizieren konnte. Dort traf er auf den 16-maligen Weltmeister Phil Taylor, gegen den Smith 5:10 unterlegen war.
Bei der BDO-Weltmeisterschaft 2017 verlor Smith sein Achtelfinalspiel gegen Martin Adams mit 1:4-Sätzen. Im darauffolgenden Jahr qualifizierte er sich für die PDC World Darts Championship 2018, musste sich jedoch gleich in der ersten Runde Gary Anderson geschlagen geben. Auch im darauffolgenden Jahr verlor er seine Erstrundenbegegnung, diesmal gegen Josh Payne.
Bei der UK Q-School 2020 gelang es Smith sich eine Tour Card für die kommenden zwei Jahre bei der PDC zu erspielen. Dabei startete er furios, indem er beim ersten Players Championship-Turnier des Jahres ins Finale einzog. Er besiegte dafür unter anderem Dave Chisnall, Nathan Aspinall und Peter Wright, bevor er im Finale Gary Anderson mit 4:8 unterlag.
Bei den UK Open 2020 durfte Smith nach diesem Erfolg bereits in der zweiten Runde starten. Er verlor aber mit 5:6 gegen John Michael. Ein weiteres Pro Tour-Halbfinale gelang dafür beim Players Championship Nummer elf. Bei den World Series of Darts Finals besiegte Smith in Runde eins knapp Fallon Sherrock mit 6:5, bevor er James Wade mit 3:6 unterlag. Sein Debüt auf der European Darts Tour gab er im September bei der German Darts Championship. Er gewann dabei mit 6:5 gegen Franz Rötzsch, verlor dann aber gegen Mensur Suljović mit 4:6. Kurz darauf nahm er mit Matt Campbell zusammen für Kanada beim World Cup of Darts 2020 teil. Dabei gelang ihnen gleich in Runde eins eine Überraschung, indem sie Daryl Gurney und Brendan Dolan aus Nordirland mit 5:2 besiegten. Daraufhin besiegten sie ebenfalls Haupai Puha und Cody Harris aus Neuseeland und standen somit im Viertelfinale. In diesem trafen sie auf Kim Huybrechts und Dimitri Van den Bergh aus Belgien. Während Smith sein Einzel gegen Huybrechts verlor, konnte Campbell seines gewinnen und somit das Dopper forcieren, dass die Kanadier mit 2:4 verloren.
Die guten Ergebnisse auf der Pro Tour sorgten dafür, dass Smith sich für die PDC World Darts Championship 2021 qualifizierte. Er gewann dabei zunächst mit 3:1 gegen Keane Barry, bevor er sich eine enge Partie mit Chris Dobey lieferte. Mit 2:3 unterlag er dann aber doch und schied somit in Runde zwei aus.
Bei den UK Open 2021 startete Smith wieder in Runde zwei, ging allerdings auch wieder direkt im ersten Spiel raus: Er unterlag Martin Schindler mit 1:6. Auf der PDC Pro Tour 2021 erreichte er fünfmal das Achtelfinale. Beim World Cup of Darts waren Smith und Campbell erneut am Start, dieses Mal verloren sie aber Spiel eins gegen Gabriel Clemens und Max Hopp mit 3:5. Ebenfalls qualifiziert war Smith für die Players Championship Finals 2021, wo er gegen Nathan Aspinall mit 2:6 das Nachsehen hatte.
Kurz vor Jahresende gewann Smith den CDC Continental Cup und qualifizierte sich auf diesem Weg für die PDC World Darts Championship 2022. Er traf damit als internationaler Qualifikant in Runde eins auf den Pro Tour-Spieler Ross Smith und konnte keinen Satz gewinnen.
Bei den UK Open 2022 stieg Smith dieses Mal in Runde drei ein. Er traf dabei erneut auf Martin Schindler und verlor auch dieses Mal mit 2:6. Beim Players Championship Nummer zehn zog Smith ins Viertelfinale ein. Bei den US Darts Masters 2022, zu denen er als amerikanischer Tour Card-Holder eingeladen war, verlor er mit 2:6 gegen James Wade. Beim World Cup of Darts verloren er und Campbell dieses Mal mit 2:5 gegen William O’Connor und Steve Lennon aus Irland in Runde eins.
Insgesamt nahm Smith in diesem Jahr an fünf European-Darts-Tour-Events teil, bei denen er aber nur ein Spiel gewann. Insgesamt reichten seine Leistungen auf der Tour nicht, um sich für die WM zu qualifizieren, er schaffte es aber dennoch über den Tour Card Holder Qualifier Ende November. Bei der PDC World Darts Championship 2023 unterlag er dann aber Mike De Decker mit 1:3.
Im Kalenderjahr 2023 konnte Smith bis auf ein Viertelfinale beim Players Championship Nummer 17 keine Erfolge erzielen. Bei den UK Open 2023 gewann Smith erneut kein Spiel, dieses Mal verlor er gegen Matt Campbell. Erfolgreich war er dafür bei den Turnieren in Amerika. So besiegte er im Juni 2023 beim US Darts Masters mit Peter Wright, Nathan Aspinall und Luke Humphries drei Spieler aus den Top 10 der Order of Merit. Erst im Finale musste er sich Michael van Gerwen mit 0:8 geschlagen geben. Am gleichen Wochenende gewann er die North American Championship; als Tour Card-Holder durfte er sich auf diesem Wege aber nicht für die Weltmeisterschaft qualifizieren.
Beim World Cup of Darts 2023 waren Smith und Campbell an Position 12 gesetzt. Sie gewannen dabei gegen Indien und Ungarn in der Gruppenphase und zogen somit ins Achtelfinale ein. In diesem unterlagen sie aber überraschend Dennis Nilsson und Oskar Lukasiak aus Schweden mit 5:8. Aufgrund seiner guten Leistungen beim US Darts Masters war Smith für die World Series of Darts Finals 2023 qualifiziert, verlor aber mit 2:6 gegen Raymond van Barneveld.
Insgesamt schaffte es Smith letztlich aber nicht mehr, sich für die WM zu qualifizieren. Damit beendet er das Jahr auf Rang 83 in der PDC Order of Merit, womit Smith seine Tour Card wieder abgeben muss. Bei der Q-School 2024 nahm er daraufhin nicht teil und spielte wiederum die Turniere der WDF in Nordamerika. So kam er beim Las Vegas Open Mitte Januar ins Finale, in dem er Landsmann Jacob Taylor mit 5:6 unterlag, bevor er am Folgetag das Las Vegas Classic mit 5:0 gegen Robbie Phillips gewann. Anfang September spielte sich Smith beim England Classic ins Finale. Er unterlag jedoch Jarred Cole mit 3:5. Mitte Oktober spielte Smith das World Masters 2024 in Budapest. Er gewann jedes Spiel in seiner Vorrundengruppe, unterlag daraufhin aber mit 4:5 Jason Brandon aus den USA.
Bei den Toronto Area Open Ende Mai/Anfang Juni trat Smith wieder in Erscheinung, indem er bis ins Finale einzog. Dieses verlor er allerdings gegen Leonard Gates mit 5:6. Beim Toronto Area Classic am gleichen Wochenende unterlag Smith im Halbfinale Turniersieger Vince Tipple. Bei den Canadian Open Ende Juni stand Smith ebenfalls im Halbfinale, wo er gegen Clint Clarkson mit 2:4 verlor.

## Weltmeisterschaftsresultate

### BDO
- 2015: Halbfinale (0:6-Niederlage gegen  Scott Mitchell)
- 2016: Finale (1:7-Niederlage gegen  Scott Waites)
- 2017: Achtelfinale (1:4-Niederlage gegen  Martin Adams)

### PDC
- 2018: 1. Runde (0:3-Niederlage gegen  Gary Anderson)
- 2019: 1. Runde (2:3-Niederlage gegen  Josh Payne)
- 2021: 2. Runde (2:3-Niederlage gegen  Chris Dobey)
- 2022: 1. Runde (0:3-Niederlage gegen  Ross Smith)
- 2023: 1. Runde (1:3-Niederlage gegen  Mike De Decker)